# Aglais expansa
Aglais expansa är en fjärilsart som beskrevs av Groenendijk 1966. Aglais expansa ingår i släktet Aglais och familjen praktfjärilar. Inga underarter finns listade i Catalogue of Life.